# Wilfredo Jiménez
Wilfredo Jiménez (1915, Montevideo - septiembre de 2003, Buenos Aires) fue un dramaturgo y guionista uruguayo, cuya actividad se vinculó al cine y al teatro rioplatense. 

## Su relación con el arte
Se trasladó muy joven a Buenos Aires, donde se relacionó con las más relevantes figuras de la escena porteña de la época. En medio de charlas acerca de los acontecimientos escénicos de una Corrientes angosta, dio sus primeros pasos en el periodismo y, posteriormente, en la dramaturgia como autor y en el cine como guionista.
Entre las muchas obras que creara se destaca Pasión de Florencio Sánchez, sobre la cual contó Pedro Asquini que ante la prohibición de filmar esa obra en 1955 Jiménez convirtió el guion cinematográfico en obra teatral que con la dirección de Asquini y de Alejandra Boero se estrenó en 1955 en el Nuevo Teatro y se constituyó en su pieza más exitosa y galardonada. Sucedía que algunos artistas a los que el gobierno había cerrado el acceso a otros medios encontraban refugio en los teatros independientes que si bien carecían de apoyo oficial y sufrieron clausuras eran objeto de menor control. Las versiones indican que la aversión hacia Florencio Sánchez por parte de Raúl Apold, Subsecretario de Informaciones y Prensa de la Nación del gobierno peronista desde 1949 era por su origen uruguayo –había una situación de conflicto con el país vecino que había dado asilo a muchos exiliados políticos- mientras que en otros casos lo que se censuraba era el contenido de la pieza.
Además de su labor escénica, escribió los guiones cinematográficos de, entre otros filmes, Se rematan ilusiones, de Mario C. Lugones (1944); Marihuana, de León Klimovsky (1950); Se llamaba Carlos Gardel, del mismo realizador (1949); La simuladora, también dirigida por Lugones (1955), y Luna Park y Procesado 1040, ambas realizadas por Rubén Cavallotti. Fue el único autor que ganó el premio instituido por Argentores en sus cuatro disciplinas (teatro, cine, radio y televisión). Entre otras, Jiménez escribió las obras Melodía del amor perdido para la radio; La isla de los dulces melones para el teatro, innumerables adaptaciones para el teatro, entre las cuales se contó Sweet Charity, una comedia musical que se mantuvo varias temporadas en el escenario y, finalmente, ¿Quién dijo miedo, Devic?, nueva obra teatral dedicada a Florencio Sánchez que estrenó en 1996. 
Wilfredo Jiménez, que también realizó actividad gremial y fue miembro de la Junta Directiva de ARGENTORES (Sociedad General de Autores de la Argentina), Vicetesorero y Secretario del Concejo de Cine, falleció en septiembre de 2003 y sus restos recibieron sepultura en el cementerio de la Chacarita.

## Filmografía
Guionista
- Humo de marihuana (1968)
- Luna Park (1960)
- Procesado 1040 (1958)
- La simuladora (1955)
- El calavera (1954)
- Marihuana (1950)
- Se llamaba Carlos Gardel (1949)
- Rodríguez supernumerario (1948)
- Se rematan ilusiones (1944)